# Синовик, Сет
Сет Сино́вик (англ. Seth Sinovic; 28 января 1987, Канзас-Сити, Миссури, США) — американский футболист, левый защитник.

## Биография

### Университетский футбол
Во время обучения в Крейтонском университете в 2005—2009 годах Синовик выступал за университетскую команду в Национальной ассоциации студенческого спорта. В 2009 году он также провёл девять матчей за фарм-клуб «Чикаго Файр» в Премьер-лиге развития USL, четвёртом дивизионе.

### Клубная карьера
14 января 2010 года на Супердрафте MLS Синовик был выбран клубом «Нью-Инглэнд Революшн» во втором раунде под общим 25-м номером. Контракт с ним был подписан 15 марта. Его профессиональный дебют состоялся 27 марта в матче стартового тура сезона 2010 против «Лос-Анджелес Гэлакси». 18 января 2011 года «Нью-Инглэнд Революшн» продлил контракт с Синовиком, однако 31 марта он был отчислен.
В апреле 2011 года Синовик проходил просмотр в клубе «Реал Солт-Лейк», сыграл в одном матче дублирующего состава команды в лиге резерва — против дублёров «Колорадо Рэпидз» 14 апреля, но достичь договорённости по контракту не сумел.
10 мая 2011 года Синовик подписал контракт с клубом «Спортинг Канзас-Сити». Дебютировал за «Спортинг КС» он 28 мая в матче против «Колорадо Рэпидз», выйдя в стартовом составе и отыграв тайм. 23 ноября 2011 года на Драфте расширения MLS новообразованный клуб «Монреаль Импакт» выбрал игроков, среди которых оказался и Синовик. Однако, менее чем неделю спустя, 28 ноября, он был обменян обратно в «Спортинг Канзас-Сити» с доплатой распределительных средств на Дейви Арно. Свой первый гол за «Спортинг» Синовик забил в плей-офф сезона 2012, в ответном матче полуфинала западной конференции против «Хьюстон Динамо» 7 ноября. В сезоне 2013 «Спортинг Канзас-Сити» с Синовиком в составе стал чемпионом MLS. 9 апреля 2017 года в матче против «Колорадо Рэпидз» Синовик забил свой первый гол в регулярной части сезона MLS, это была его 158-я игра в регулярных чемпионатах лиги за все клубы. 26 ноября 2018 года игрок с клубом подписал новый однолетний контракт. По окончании сезона 2019 «Спортинг Канзас-Сити» не стал продлевать контракт с Синовиком и он стал свободным агентом.
17 декабря 2019 года Синовик присоединился к «Нью-Инглэнд Революшн», таким образом вернувшись в свой первый клуб через девять лет. По окончании сезона 2020 «Нью-Инглэнд Революшн» не продлил контракт с Синовиком.
23 сентября 2021 года Сет Синовик объявил о завершении футбольной карьеры.

### Международная карьера
В январе 2014 года Синовик был вызван в тренировочный лагерь сборной США перед товарищеской игрой со сборной Республики Корея, но непосредственно в заявку на матч, состоявшийся 1 февраля, не был включён.

## Статистика выступлений
| Выступление          | Выступление      | Выступление      | Лига | Лига | Плей-офф | Плей-офф | Кубок | Кубок | Континент. | Континент. | Итого | Итого |
| Клуб                 | Лига             | Сезон            | Игры | Голы | Игры     | Голы     | Игры  | Голы  | Игры       | Голы       | Игры  | Голы  |
| -------------------- | ---------------- | ---------------- | ---- | ---- | -------- | -------- | ----- | ----- | ---------- | ---------- | ----- | ----- |
| Нью-Инглэнд Революшн | MLS              | 2010             | 20   | 0    | —        | —        | —     | —     | —          | —          | 20    | 0     |
| Нью-Инглэнд Революшн | MLS              | 2011             | 0    | 0    | —        | —        | —     | —     | —          | —          | 0     | 0     |
| Нью-Инглэнд Революшн | MLS              | 2020             | 1    | 0    | 0        | 0        | —     | —     | —          | —          | 1     | 0     |
| Нью-Инглэнд Революшн | Итого            | Итого            | 21   | 0    | 0        | 0        | 0     | 0     | —          | —          | 21    | 0     |
| Спортинг Канзас-Сити | MLS              | 2011             | 20   | 0    | 3        | 0        | 0     | 0     | —          | —          | 23    | 0     |
| Спортинг Канзас-Сити | MLS              | 2012             | 30   | 0    | 2        | 1        | 5     | 1     | —          | —          | 37    | 2     |
| Спортинг Канзас-Сити | MLS              | 2013             | 32   | 0    | 5        | 1        | 1     | 0     | 4          | 0          | 42    | 1     |
| Спортинг Канзас-Сити | MLS              | 2014             | 31   | 0    | 1        | 0        | 2     | 0     | 5          | 0          | 39    | 0     |
| Спортинг Канзас-Сити | MLS              | 2015             | 11   | 0    | 0        | 0        | 1     | 0     | —          | —          | 12    | 0     |
| Спортинг Канзас-Сити | MLS              | 2016             | 9    | 0    | 1        | 0        | 0     | 0     | 2          | 1          | 12    | 1     |
| Спортинг Канзас-Сити | MLS              | 2017             | 32   | 1    | 0        | 0        | 4     | 0     | —          | —          | 36    | 1     |
| Спортинг Канзас-Сити | MLS              | 2018             | 23   | 0    | 3        | 0        | 1     | 0     | —          | —          | 27    | 0     |
| Спортинг Канзас-Сити | MLS              | 2019             | 22   | 0    | —        | —        | 1     | 0     | 5          | 0          | 28    | 0     |
| Спортинг Канзас-Сити | Итого            | Итого            | 210  | 1    | 15       | 2        | 15    | 1     | 16         | 1          | 256   | 5     |
| Своуп Парк Рейнджерс | USL              | 2016             | 1    | 0    | —        | —        | —     | —     | —          | —          | 1     | 0     |
| Своуп Парк Рейнджерс | USL              | 2018             | 1    | 1    | —        | —        | —     | —     | —          | —          | 1     | 1     |
| Своуп Парк Рейнджерс | Итого            | Итого            | 2    | 1    | —        | —        | —     | —     | —          | —          | 2     | 1     |
| Всего за карьеру     | Всего за карьеру | Всего за карьеру | 233  | 2    | 15       | 2        | 15    | 1     | 16         | 1          | 279   | 6     |

Источники: Soccerway, Transfermarkt, MLSsoccer.com, SoccerStats.us.

## Достижения
Командные
 «Спортинг Канзас-Сити»
- Обладатель Кубка MLS (Чемпион MLS): 2013
- Обладатель Открытого кубка США: 2012, 2015, 2017